# Idea (mitología)
En la mitología griega, Idea (en griego Ἰδαία, Idaía) es el nombre de varios personajes femeninos, vinculados con el monte Ida de Creta o de Dardania:
Versión cretense
- Idea: de acuerdo a Diodoro Sículo, fue la madre de los curetes; éstos cuidaban a Zeus cuando éste era un infante.[1]
- Idea: según Estéfano de Bizancio, en su unión con Zeus tuvo a Cres, epónimo de Creta.[2]
- Idea: una hija de Minos que con Zeus engendró a Asterión, rey de Creta, según las escrituras pseudoclementinas.[3]

Versión dardania
- Idea: una ninfa madre de Teucro en su unión con el río Escamandro, según la Biblioteca mitológica.[4]
- Idea: una hija de Dárdano que, según Diodoro Sículo, se casó con Fineo y acusó falsamente a sus hijastros.[5]